# Santa Icía (przystanek kolejowy)
Santa Icía (gal. Santa Icía, hiszp. Santa Cecilia) – przystanek kolei wąskotorowej FEVE w Narón, w Galicji, w Hiszpanii.
| Santa Icía                    |  |                      |
| Linia Ferrol – Gijón (3,0 km) |  |                      |
| Virxe do Marodległość: 0,6 km |  | O Alto do Castiñeiro |